# Pyrrhula pyrrhula
Il ciuffolotto (Pyrrhula pyrrhula (Linnaeus, 1758)) è un uccello passeriforme della famiglia dei Fringillidi.

## Etimologia
Il nome scientifico della specie, pyrrhula, è tautonimo in quanto ripetizione di quello del genere: ciò perché quando Brisson riclassificò il ciuffolotto (fino ad allora ascritto al genere Loxia col nome di L. pyrrhula) scelse proprio il nome pyrrhula (dal greco πυρρουλας, pyrrhúlas, "mangiatore di vermi"), utilizzato a partire dal Medioevo per descrivere questi uccelli in base a quanto citato in un testo aristotelico in cui con tale nome veniva designato un non meglio identificato uccello dal petto rosso-fuoco, probabilmente il pettirosso (in greco πυρ, pỳr, significa "fuoco").

## Descrizione

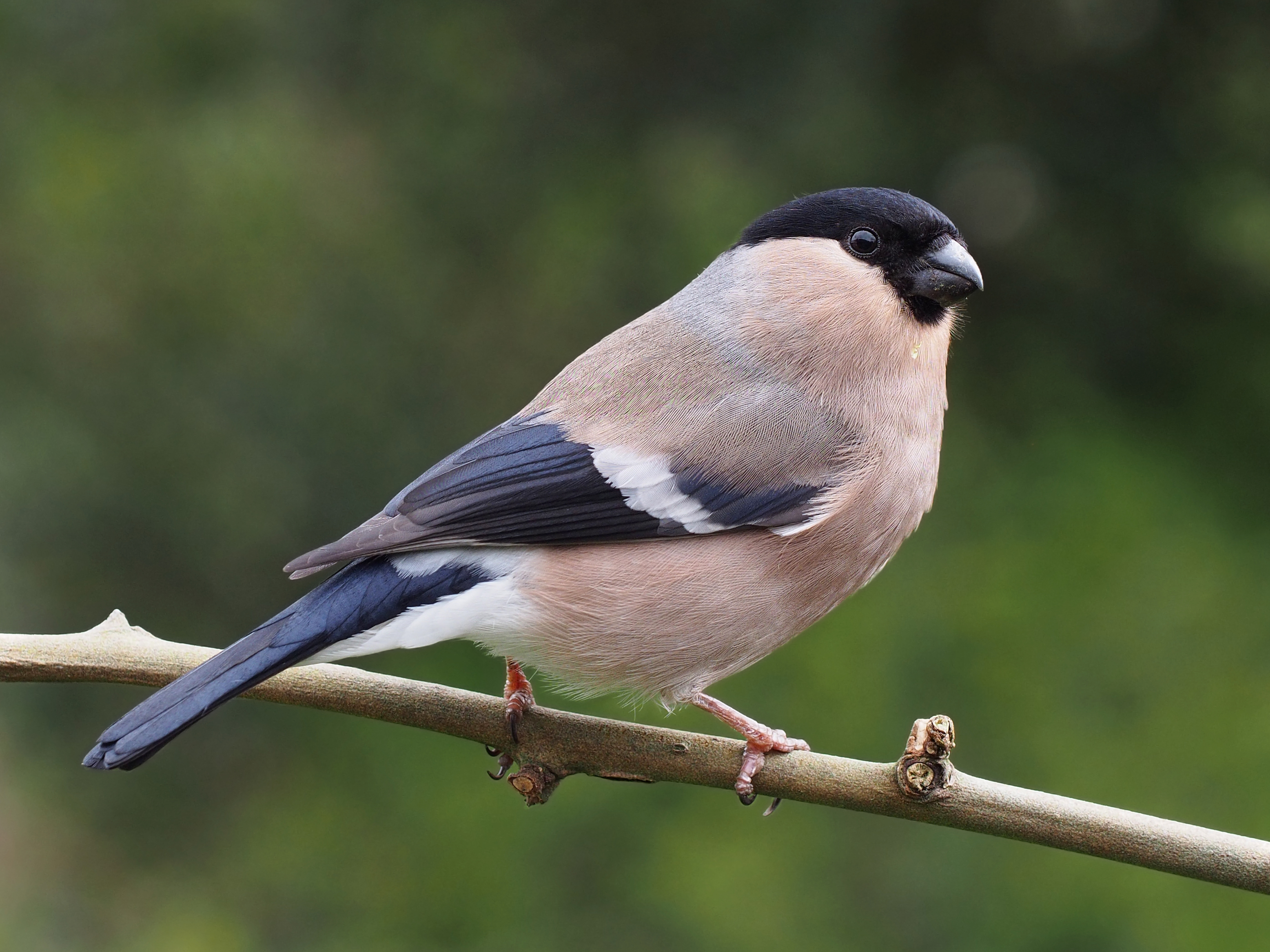
Femmina nel Lancashire.

### Dimensioni
Misura 14–19 cm di lunghezza, per un peso di 21-38 g: i sessi hanno taglia simile.

### Aspetto
L'aspetto di questi uccelli è inconfondibile: tozzo, massiccio, arrotondato, con testa allungata e squadrata che sembra incassata direttamente nel tronco, un becco corto e massiccio di forma arrotondata, grandi occhi e ali e coda allungate, quest'ultima dalla punte lievemente forcuta.
Il dimorfismo sessuale è molto evidente: salta subito all'occhio la colorazione di guance, gola, petto e ventre, che nei maschi sono di colore rosso-rosato, mentre nelle femmine sono di un colore che va dal grigio rossastro al marrone a seconda della popolazione presa in considerazione, così come il dorso e la groppa, i quali sono di colore grigio cenere nel maschio e di tonalità bruno-grigiastra nella femmina. In ambedue i sessi, invece, sia le ali che la coda, la calotta e la faccia (fronte, area attorno a becco e occhi e bavetta) sono di colore nero: il sottocoda è invece di colore bianco, e dello stesso colore sono le penne copritrici alari. Il becco è di colore nero, le zampe sono di color carnicino e gli occhi sono di colore bruno scuro.
Le varie sottospecie di ciuffolotto presentano differenze anche significative nella colorazione, specialmente per quanto riguarda il piumaggio rosso maschile, la sua tonalità e la sua estensione: in alcune rosso ventrale è del tutto assente (ssp. cineracea), in altre è limitato a guance e gola (ssp. rosacea e griseiventris).

## Biologia

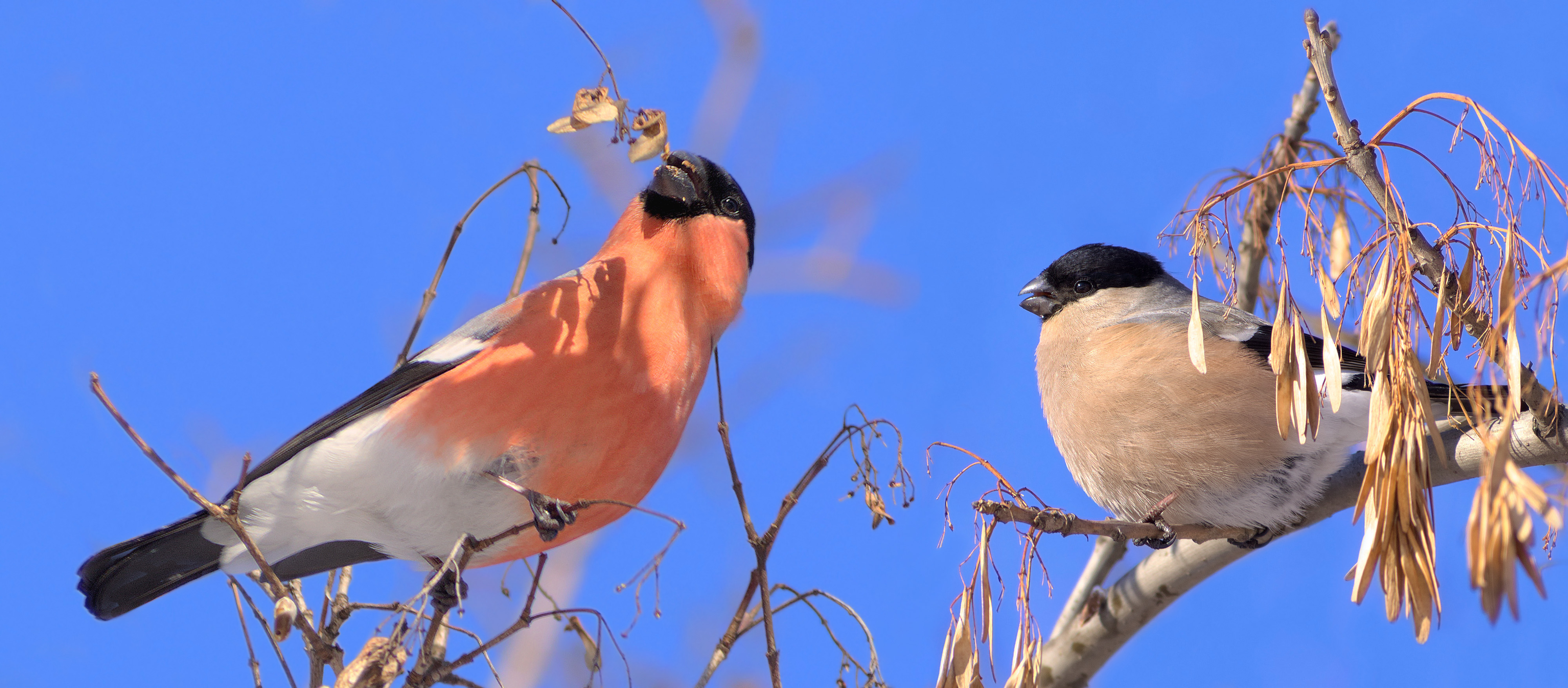
Ciuffolotti su frassino

Il ciuffolotto è un uccello dalle abitudini diurne, che passa la maggior parte del tempo alla ricerca di cibo fra i rami bassi, al suolo o nel sottobosco, dimostrandosi piuttosto vivace anche se molto timido e facile allo spavento, sparendo nel folto della vegetazione o allontanandosi in volo al minimo cenno di disturbo. Nonostante all'infuori del periodo riproduttivo non venga disturbato dalla presenza di conspecifici, è raro vederne gruppi o addirittura stormi (cosa che avviene in special modo durante i periodi di magra nei pressi di mangiatoie o fonti di cibo), mentre è comune osservare questi uccelli in coppie, coi due partner che si dimostrano estremamente teneri e affettuosi l'uno nei confronti dell'altro.
Durante i loro spostamenti, i ciuffolotti si tengono in contatto in maniera quasi costante emettendo richiami pigolanti, mentre il , un delicato e malinconico "djü", è una prerogativa dei maschi in amore.

### Alimentazione

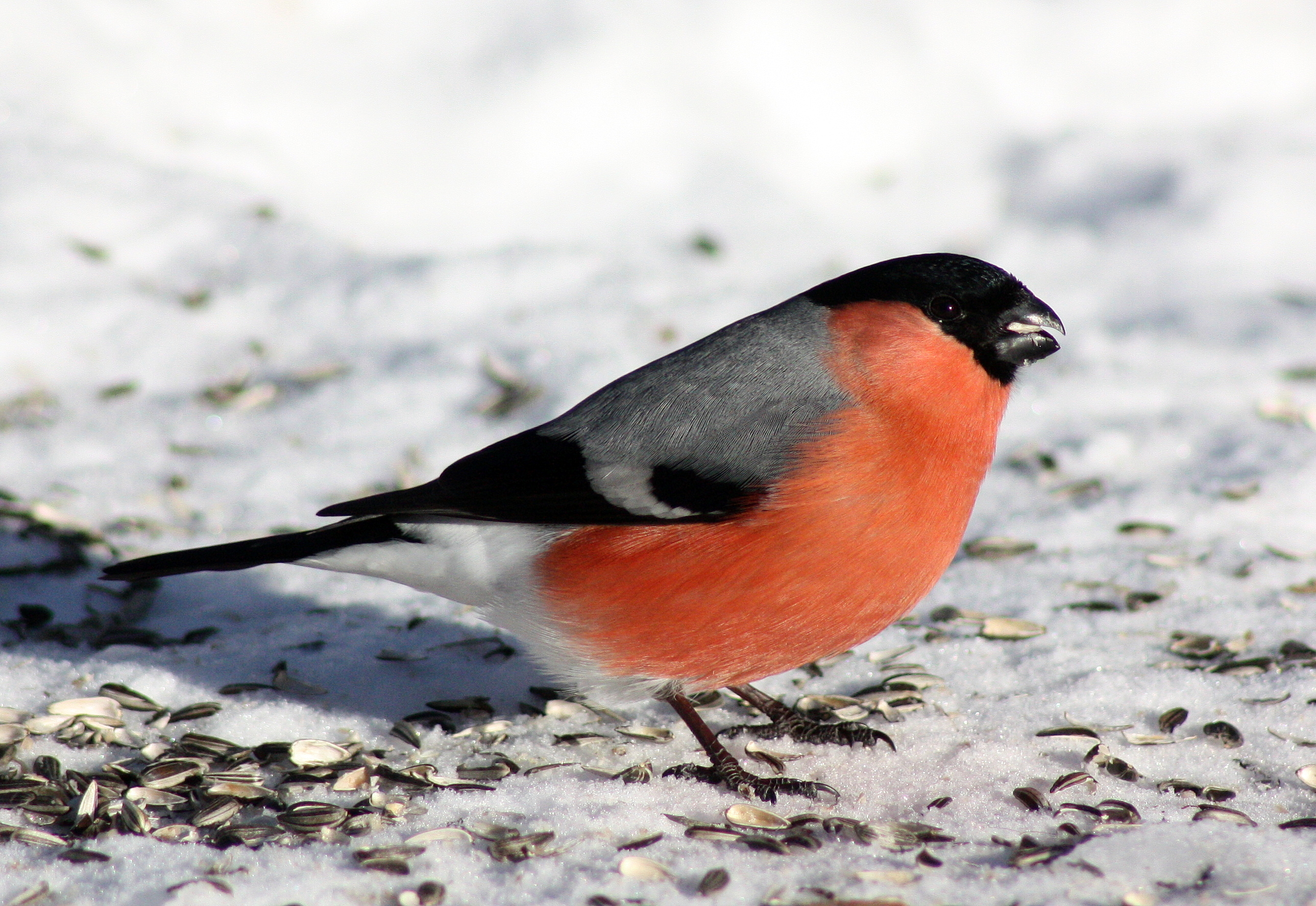
Maschio si nutre al suolo in Finlandia.

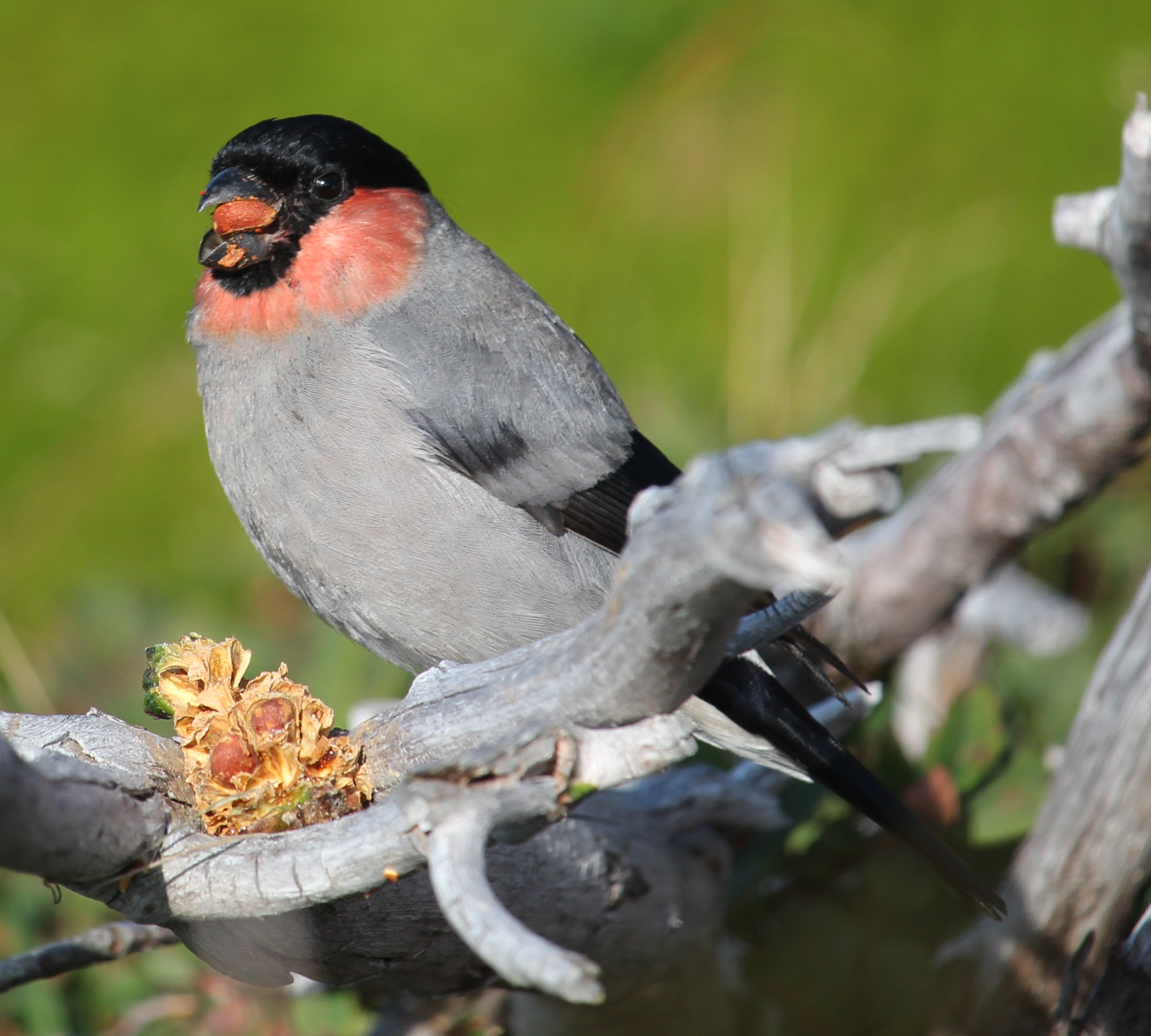
Maschio della sottospecie griseiventris snocciola un pinolo di pino nano sul Monte Ontake.

La dieta dei ciuffolotti è essenzialmente granivora: grazie al forte becco, questi uccelli sono in grado di frantumare con facilità gli involucri di una grande varietà di semi, anche i più coriacei, privilegiando quando possibile quelli di Brassicaceae, Chenopodiaceae e piante erbacee, ma virando sul frassino durante l'autunno e sui pinoli delle conifere durante i mesi freddi, oltre ad essere ghiotti degli energetici semi di girasole che vengono lasciati nelle mangiatoie dall'uomo. I ciuffolotti integrano inoltre la propria dieta anche con altro materiale di origine vegetale, come boccioli, bacche, frutti (specialmente di mela e biancospino, che viene ricercato prima della riproduzione per accumulare energie) e fiori: molto limitato e sporadico è invece l'apporto alla dieta degli adulti in termini di materiale di origine animale, rappresentato da insetti e piccoli invertebrati, oltre che dalle loro uova e larve.

### Riproduzione

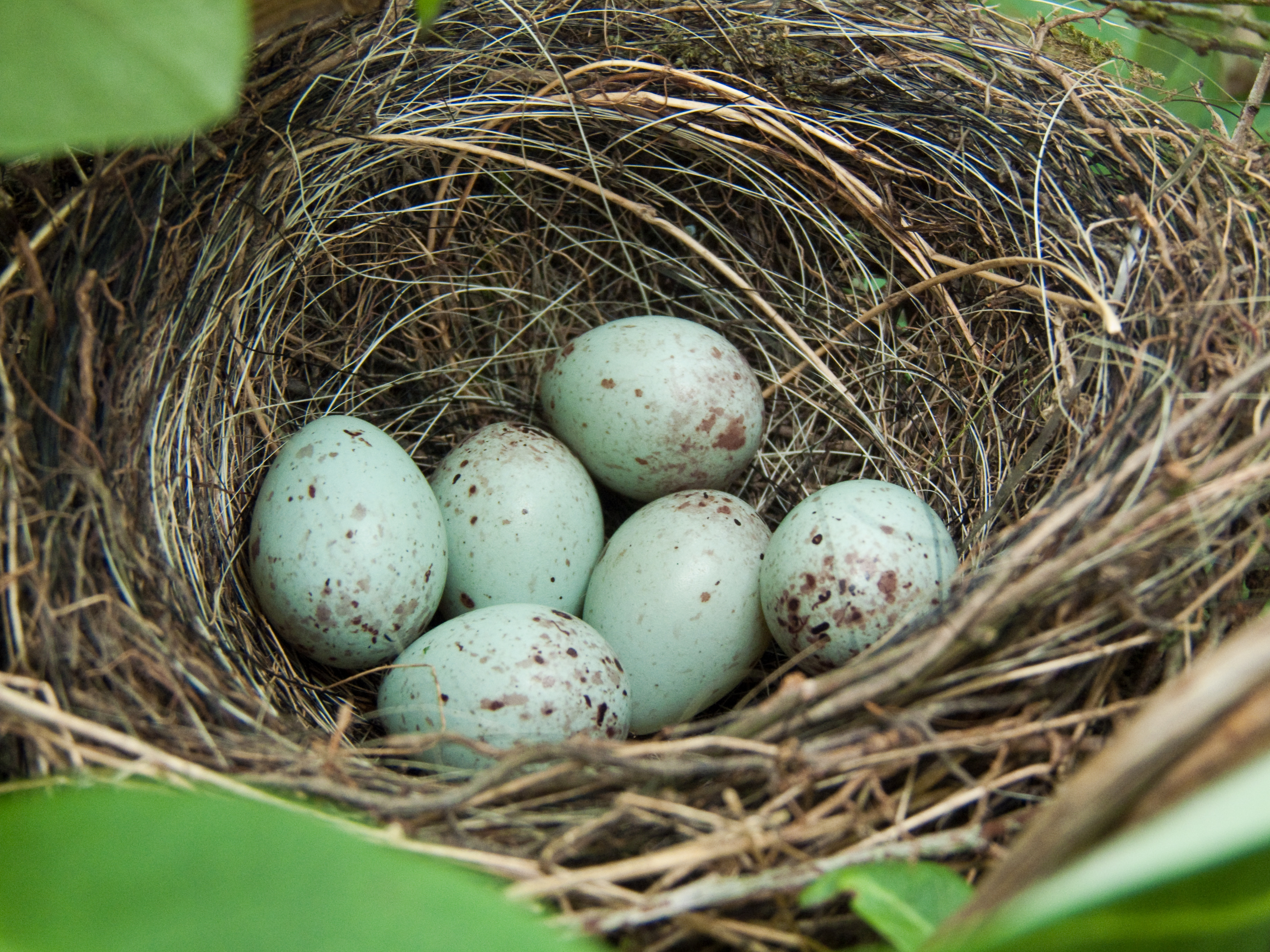
Nido con uova.

La stagione degli amori si estende dalla fine di marzo alla metà di settembre: durante questo periodo, il maschio canta insistentemente per conquistare la femmina ed avvertire eventuali rivali di stare alla larga, in quanto le coppie divengono molto territoriali e scacciano energicamente gli intrusi che dovessero avvicinarsi troppo al nido. Durante il corteggiamento, inoltre, il maschio segue insistentemente la femmina tenendo nel becco un rametto o un filo d'erba, in maniera curiosamente simile a quanto osservabile fra gli estrildidi. Durante il periodo riproduttivo, ciascuna coppia può portare avanti fino a tre covate.

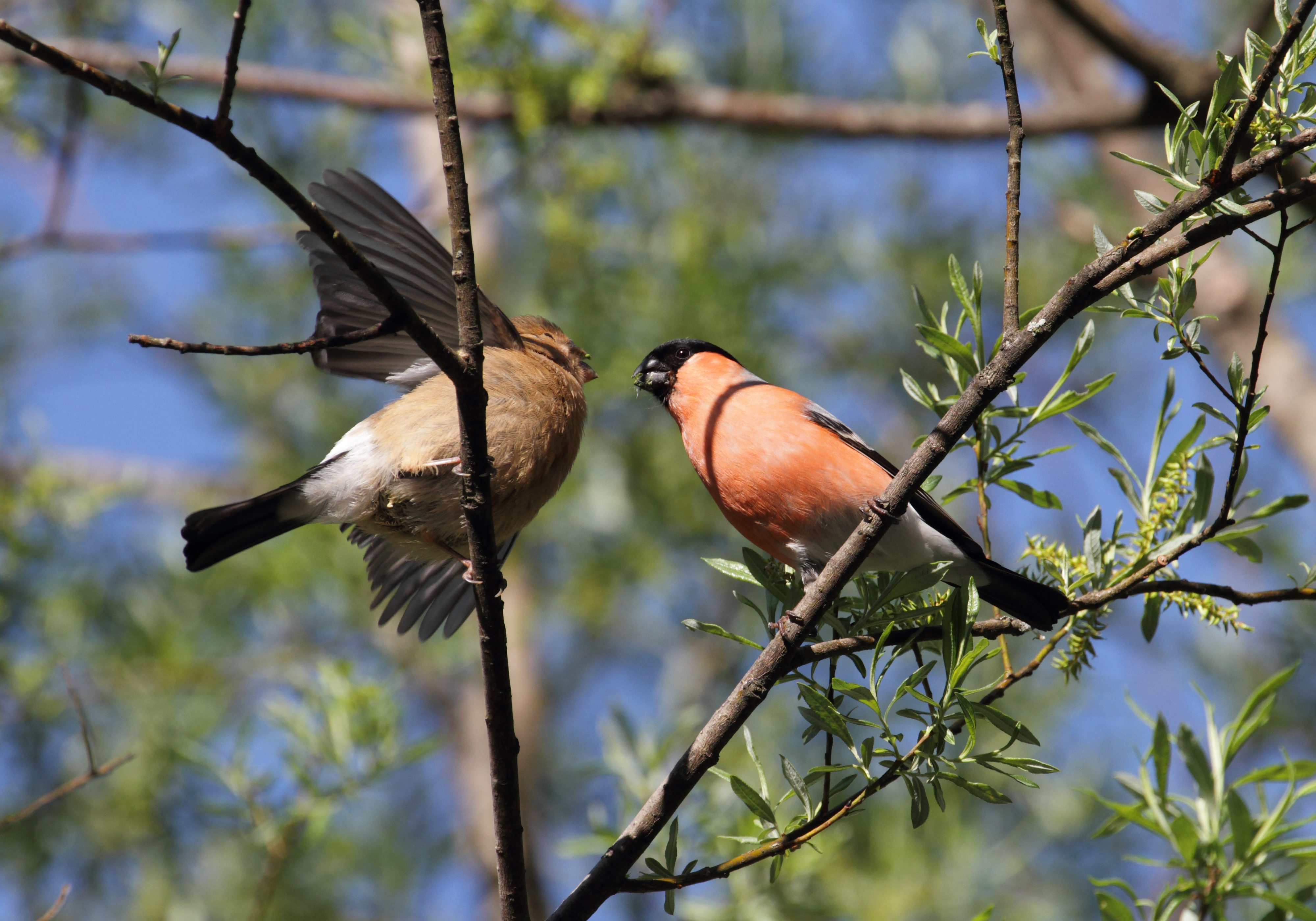
Giovane chiede l'imbeccata a un maschio in Stiria.

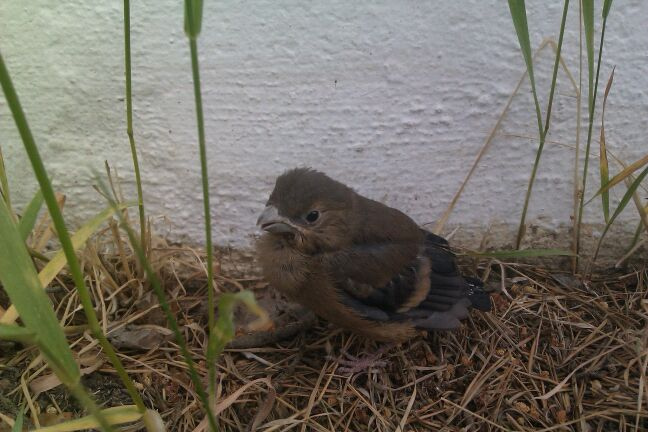
Giovane al suolo nei tentativi d'involo.

Il nido, a forma di coppa, viene costruito perlopiù su abeti rossi o siepi a qualche metro d'altezza, in posti scelti dal maschio. La sua costruzione è invece appannaggio della sola femmina (col maschio che si occupa di reperire il nutrimento), che utilizza radici e rametti per l'intelaiatura e ne fodera l'interno con muschio, piumino, peli ed erba.
La covata consta di 4-5 uova di colore azzurro, munite di sparse maculature di color rosso violetto e di punti neri sulla superficie. Le uova vengono covate dalla sola femmina (col maschio che staziona di guardia nei pressi del nido e si occupa di trovare il cibo per entrambi) per circa 13 giorni: i pulli, alla schiusa, sono ciechi e nudi. Essi vengono accuditi da ambedue i genitori, che li imbeccano generosamente con semi e insetti rigurgitati da apposite tasche della bocca: in tal modo, essi sono svezzati e pronti all'involo attorno ai 16-17 giorni dalla schiusa, sebbene tendano a continuare a stazionare nei pressi del nido, chiedendo sempre più sporadicamente l'imbeccata ai genitori, ancora per qualche tempo prima di disperdersi.

## Distribuzione e habitat

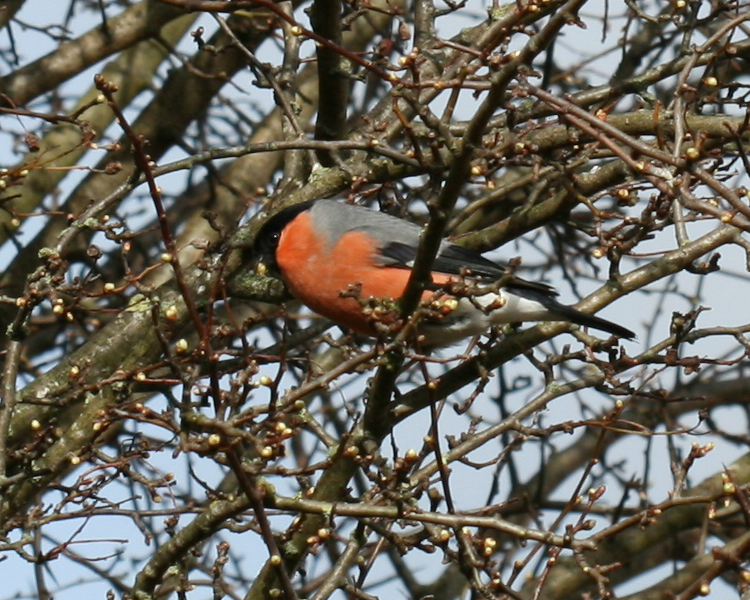
Maschio in natura in Scozia.

Il ciuffolotto è una specie paleartica, il cui areale abbraccia gran parte dell'Europa (dal settore nord-orientale della penisola iberica alla penisola ellenica e a nord fino alla Scandinavia, isole britanniche comprese) e dell'Asia settentrionale (dalla penisola anatolica e la Russia fino alla Kamchatka e al Giappone). Sebbene generalmente stanziali, questi uccelli tendono a spostarsi nel proprio areale verso nord durante l'estate e a sud durante l'inverno.

In Italia, questi uccelli sono presenti lungo tutto l'arco alpino e gli Appennini, in corrispondenza delle formazioni forestali estese e ben mature: lo si trova a sud nella penisola fino all'Appennino calabro settentrionale, mentre è assente dalle isole maggiori.
L'habitat di questi uccelli è rappresentato dalle aree alberate pedemontane o di pianura, sia miste che a prevalenza di conifere: questi uccelli mostrano inoltre di poter convivere senza grossi problemi con l'uomo, colonizzando anche parchi e giardini delle aree periferiche, oltre alle aree coltivate.

## Tassonomia
Se ne riconoscono dieci sottospecie:
- Pyrrhula pyrrhula pyrrhula (Linnaeus, 1758) - la sottospecie nominale, diffusa in gran parte dell'Europa orientale e della Siberia fino alla Mongolia;
- Pyrrhula pyrrhula pileata MacGillivray, 1837 - diffusa nelle isole britanniche;
- Pyrrhula pyrrhula europaea Vieillot, 1816 - diffusa dalla Francia alla Danimarca, e a sud fino al Nord Italia;
- Pyrrhula pyrrhula iberiae Voous, 1952 - diffusa nel nord della penisola iberica e lungo i Pirenei;
- Pyrrhula pyrrhula rossikowi Derjugin, 1900 - diffusa in Turchia e nel Caucaso;
- Pyrrhula pyrrhula cineracea Cabanis, 1872 - diffusa in Asia centrale e Manciuria;
- Pyrrhula pyrrhula caspica Witherby, 1908 - diffusa in Azerbaigian e Iran nord-orientale;
- Pyrrhula pyrrhula cassinii Baird, 1869 - diffusa in Siberia orientale;
- Pyrrhula pyrrhula griseiventris Lafresnaye, 1841 - diffusa nelle isole Curili ed in Giappone settentrionale;
- Pyrrhula pyrrhula rosacea Seebohm, 1882 - endemica di Sakhalin.

In Italia è presente la sottospecie europaea, mentre nel Triveneto è osservabile la sottospecie nominale.

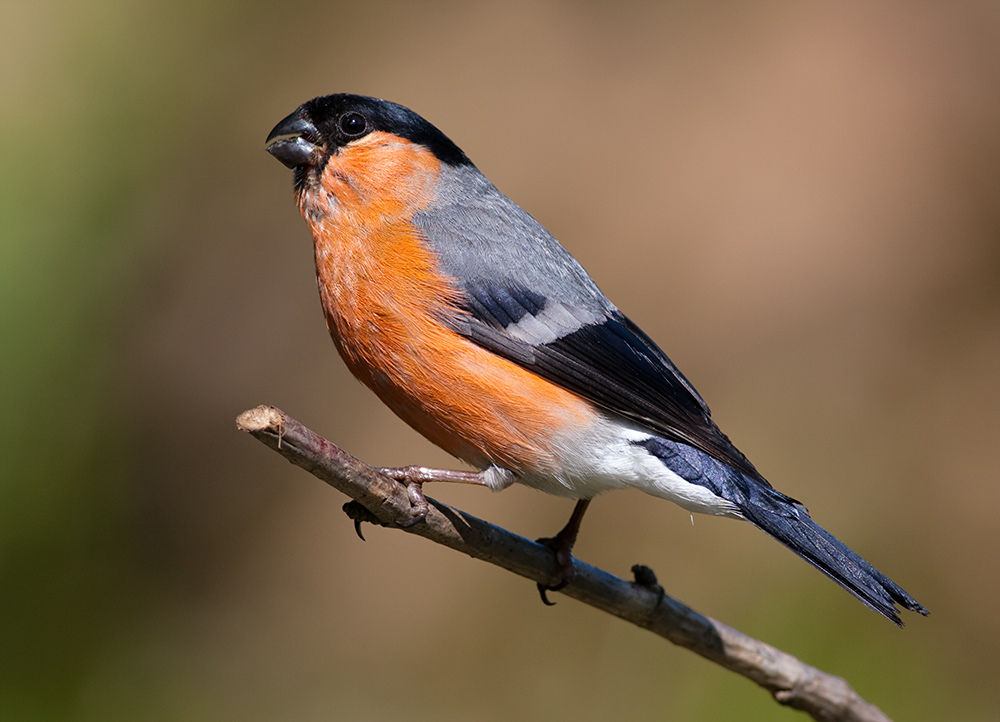
Maschio della sottospecie pileata.
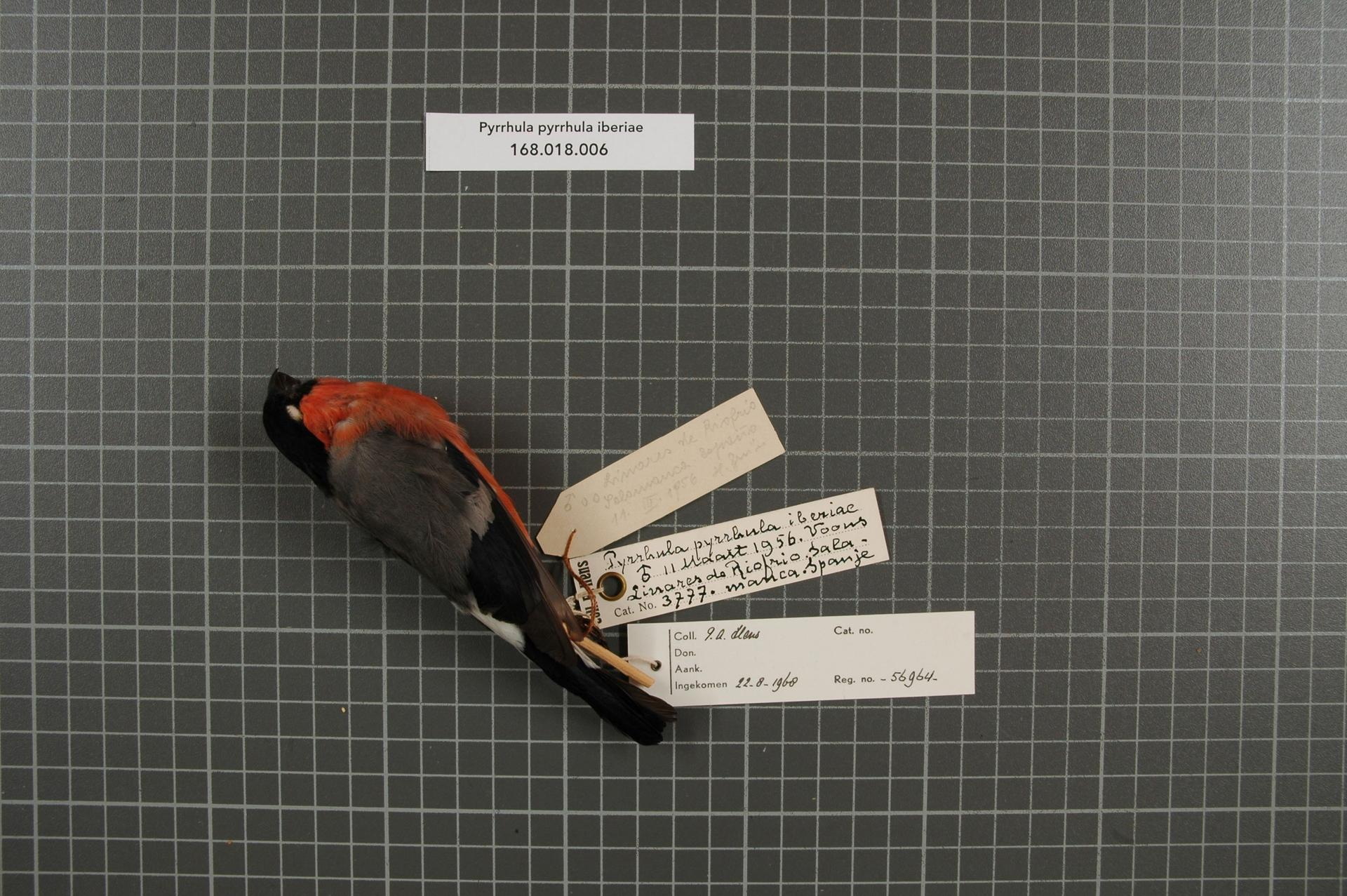
Maschio impagliato della sottospecie iberiae.
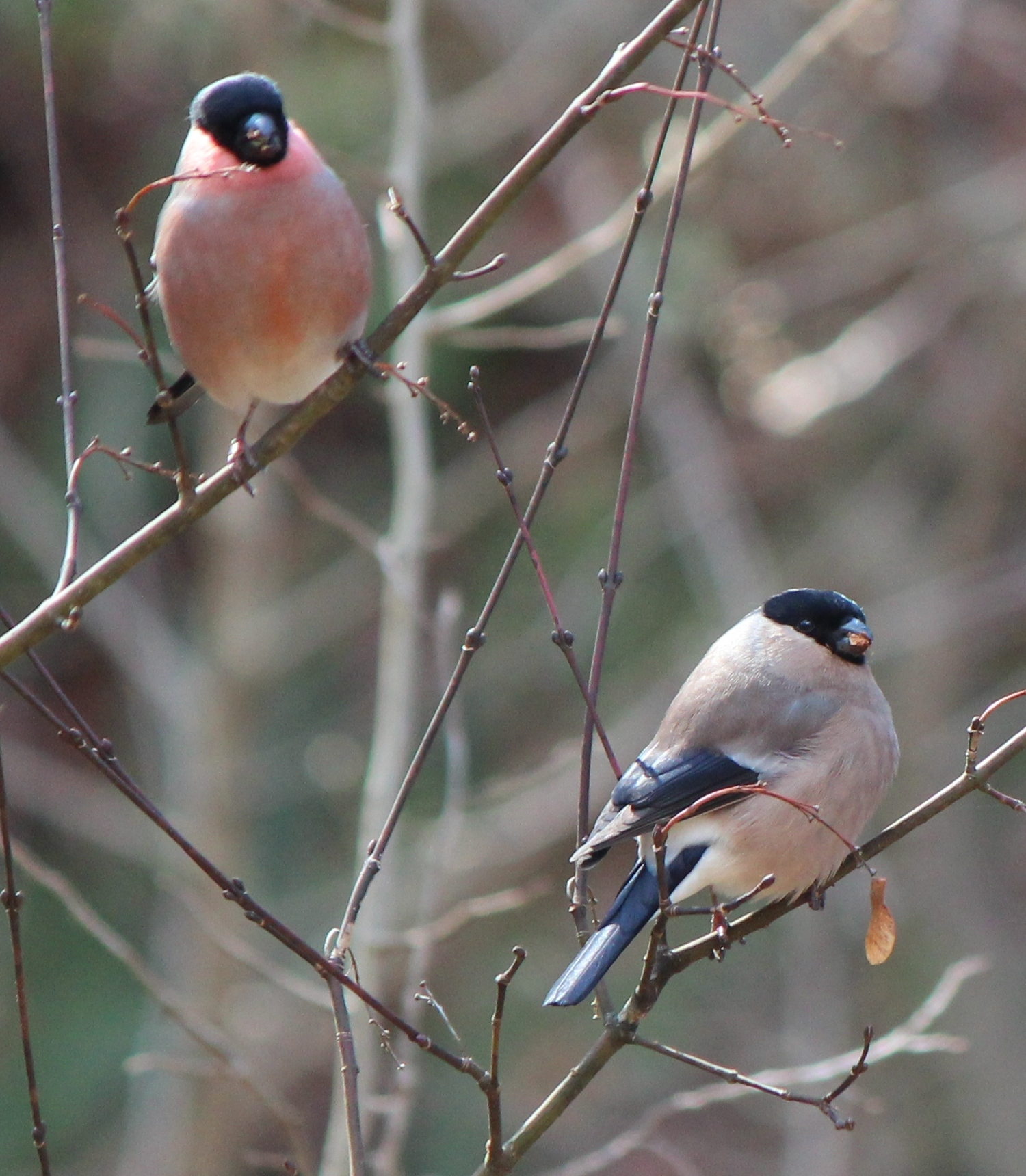
Coppia della sottospecie rosacea.
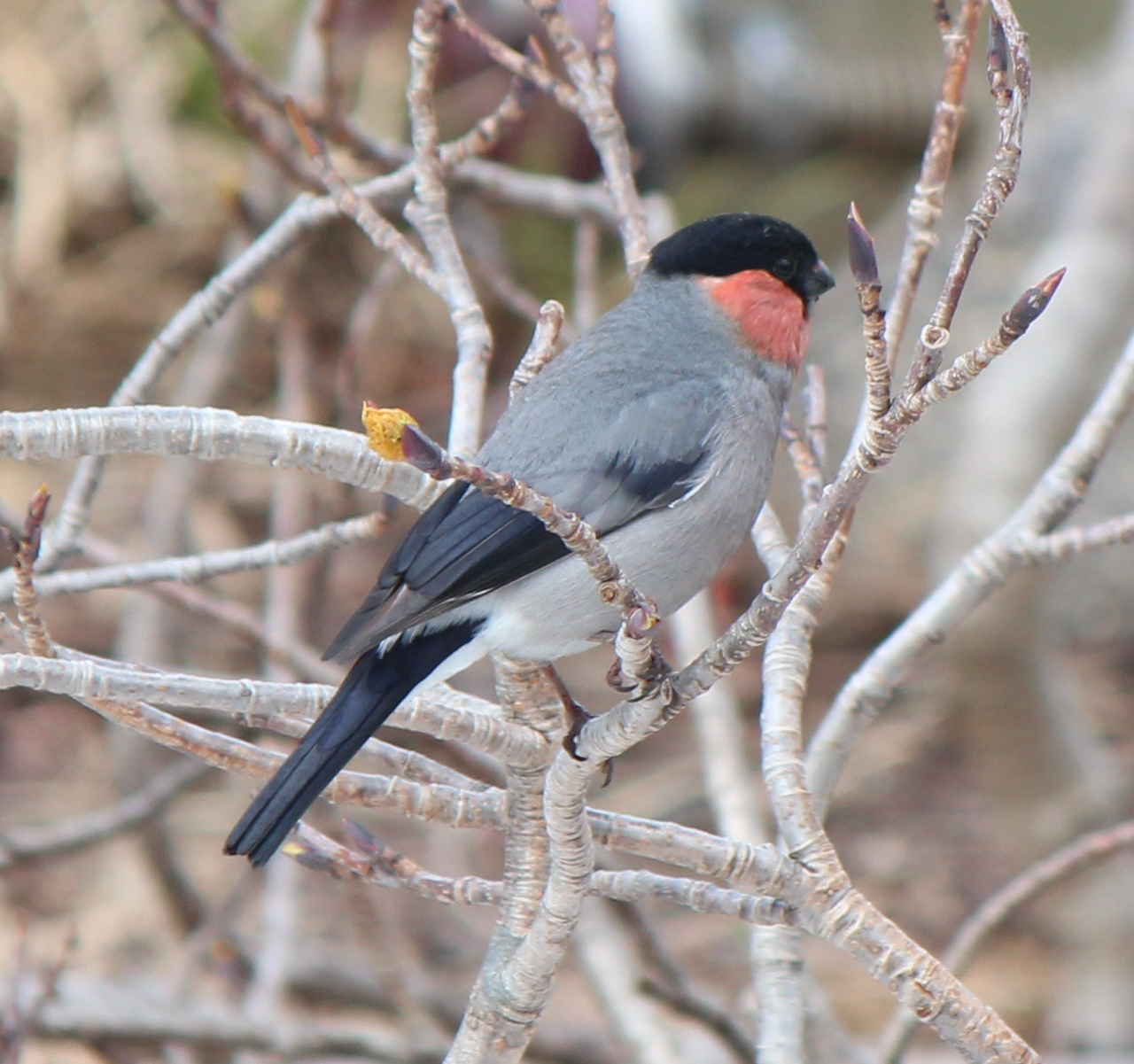
Maschio della sottospecie griseiventris.
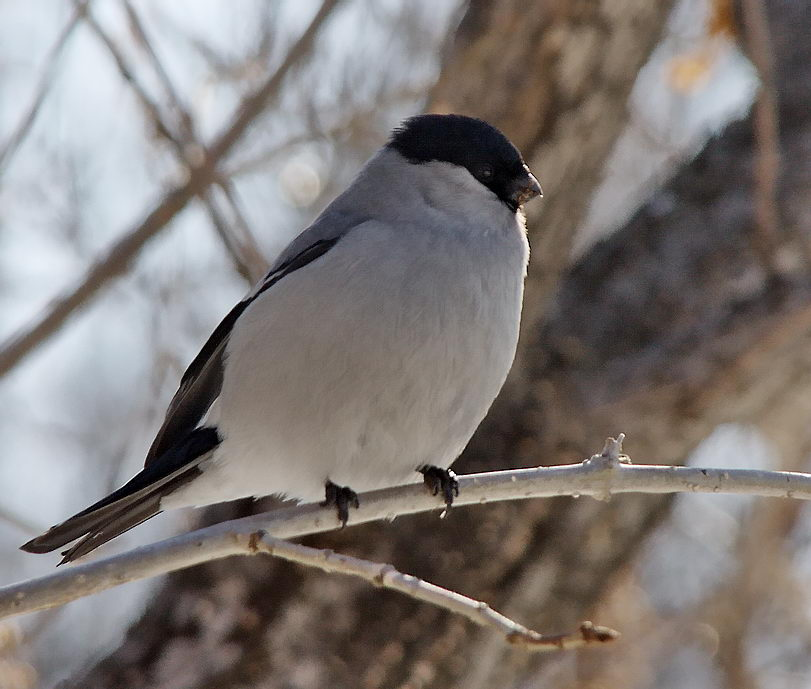
Esemplare della sottospecie cineracea.
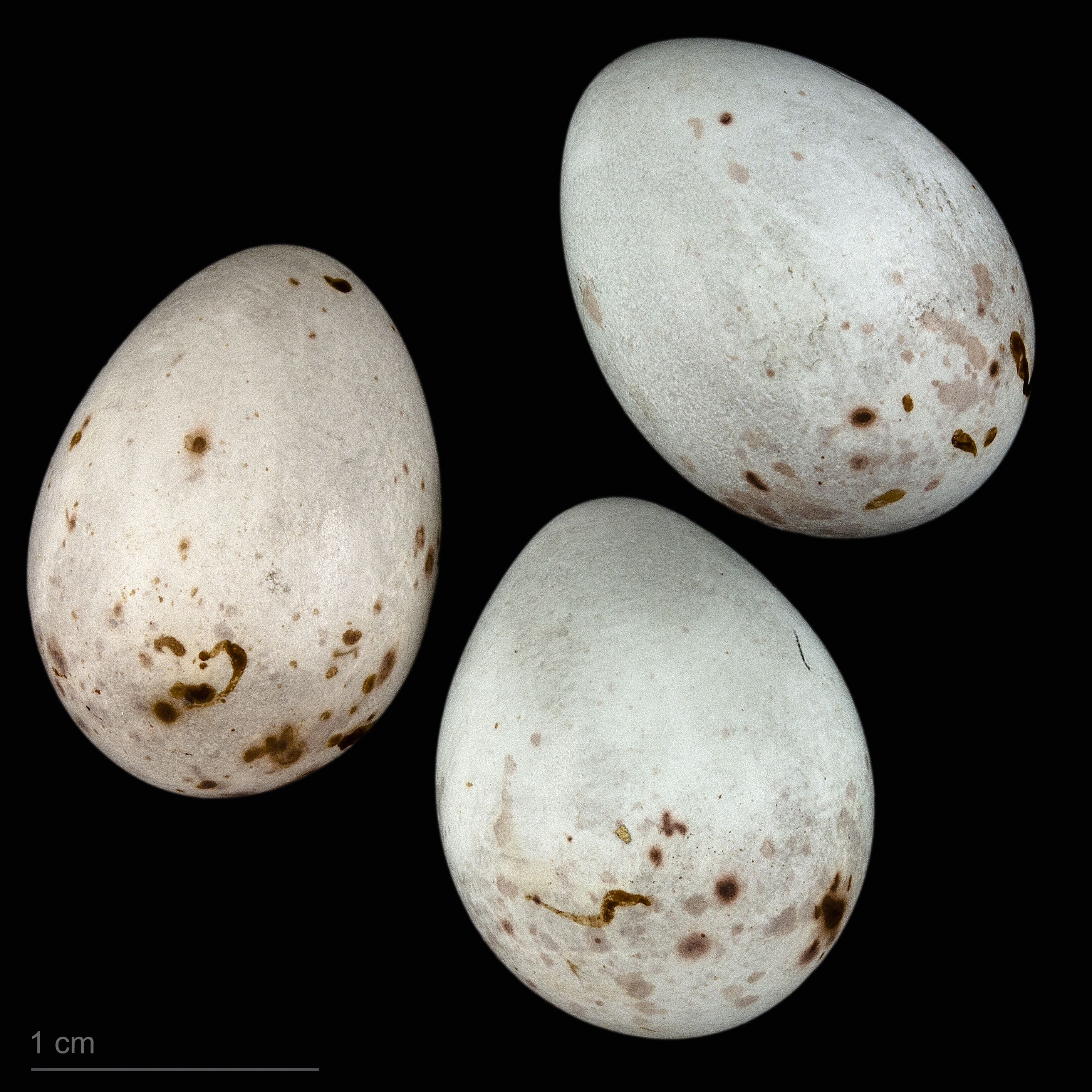
Pyrrhula pyrrhula pileata

In base a differenze di taglia (in particolar modo per quanto concernente la lunghezza delle ali e le loro proporzioni rispetto alla lunghezza del corpo) e colorazione, secondo alcuni autori andrebbero riconosciute anche le sottospecie coccinea (popolazione del Baden), germanica (popolazione della Turingia) e paphlagoniae (popolazione della Bitinia), tutte sinonimizzate con la sottospecie nominale, così come andrebbe analizzata la situazione tassonomica delle popolazioni dell'Irlanda e delle Highlands scozzesi rispetto alla sottospecie pileata. Per contro, le sottospecie rossikowi e caspica andrebbero accorpate alla sottospecie nominale e la sottospecie rosacea a griseiventris.
Il ciuffolotto delle Azzorre veniva fino a tempi recenti considerato una sottospecie del ciuffolotto comune, col nome di P. pyrrhula murina: tuttavia, gli esami del DNA mitocondriale e le rimarchevoli differenze a livello morfologico fanno sì che attualmente si propenda a considerarne corretta la classificazione di questi uccelli col rango di specie a sé stante. Anche le sottospecie cineracea e griseiventris andrebbero elevate al rango di specie a sé stanti secondo alcuni autori.

## Rapporti con l'uomo
Il ciuffolotto finora è sempre stato tenuto come animale domestico, venendo apprezzato per la sua mitezza e frugalità, la colorazione vivace e per la peculiare capacità di apprendimento: è facile infatti insegnare a questi uccelli delle piccole melodie.
Considerato l'esteso areale occupato dalla specie e la sua relativa abbondanza numerica (fatte salve le popolazioni insulari, da sempre più vulnerabili rispetto a quelle continentali ai cambiamenti di un habitat ristretto), questi uccelli vengono considerati come a rischio minimo dall'IUCN.
In Italia il ciuffolotto è una specie protetta, in quanto patrimonio indisponibile dello Stato: l'abbattimento è punibile con pene pecuniarie, che divengono penali qualora gli esemplari abbattuti siano in numero superiore a 5.